# Corrida Internacional de São Silvestre de 1958
A Corrida Internacional de São Silvestre de 1958 foi a 34ª edição da prova de rua, realizada no dia 31 de dezembro de 1958, no centro da cidade de São Paulo, a largada aconteceu as 23h45m, a prova foi de organização da Cásper Líbero e A Gazeta Esportiva.
O vencedor foi o argentino Osvaldo Suárez, com o tempo de 21m40.

## Percurso
Av. Cásper Líbero até o Edifício Palácio da Imprensa – Rua da Conceição, com 7.400 metros.

## Resultados

#### Masculino
- 1º Osvaldo Suárez (Argentina) - 21m40s

### Participações
- Participantes: 1787 atletas
- Chegada: 275 atletas chegaram 5 minutos após a passagem do campeão.[3]

## Ligações Externas
- Sítio Oficial (em português)